# 郭宏林
郭宏林（1975年—），内蒙古莫力达瓦旗人，达斡尔族，第十一届全国人民代表大会内蒙古地区代表。
毕业于黑龙江省青年干部管理学院法律专业。加入中共，担任镇坪县顺达汽车修理厂机修工。2005年，因为在洪水中舍身救助落水妇女，获得“全国见义勇为先进分子”。2008年起担任全国人大代表。